# علی یوسفی
علی یوسفی (زاده ۲۴ اسفند ۱۳۶۴ - نور) ووشوکار اهل کشور ایران است.
وی در بازی‌های همبستگی کشورهای اسلامی ۲۰۱۳ اندونزی در بخش ساندا صاحب مدال نقره شد. یوسفی در مسابقات جهانی ووشو ۲۰۱۱ در مرحله دوم مسابقات با شکست مقابل حریف چینی از مسابقات کنار رفته بود.